# Elecciones estatales de Hamburgo de 1993
El 19 de septiembre de 1993, se celebraron elecciones estatales en Hamburgo para elegir a los miembros del periodo legislativo número 15 del Parlamento de Hamburgo, que después de la Segunda Guerra Mundial ejercía jurisdicción en el estado alemán de Hamburgo. Hubo 1.240.259 votos válidos.

## Resultados
Hubo 863.190 votantes, lo que significa una participación del 69,6%. 844.902 votos fueron válidos y 18.288 fueron votos nulos. El umbral electoral para obtener representación en el Parlamento de Hamburgo fue del 5%.
| Partido | Partido                                     | Porcentaje de votos | Escaños |
| ------- | ------------------------------------------- | ------------------- | ------- |
|         | Partido Socialdemócrata de Alemania (SPD)   | 40.4%               | 58      |
|         | Union Demócrata Cristiana de Alemania (CDU) | 25.1%               | 36      |
|         | Lista Alternativa Verde (GAL)               | 13.5%               | 19      |
|         | STATT Partei (STATT)                        | 5.6%                | 8       |
|         | Die Republikaner (REP)                      | 4.8%                | –       |
|         | Partido Democrático Liberal (FDP)           | 4.2%                | –       |
|         | Deutsche Volksunion (DVU)                   | 2.8%                | –       |
|         | Die Grauen – Graue Panther (GRAUE)          | 1.6%                | –       |
|         | Otros                                       | 2.0%                | –       |

## Post-elección
El Primer Alcalde Henning Voscherau fue ratificado en dicho cargo siendo elegido por el Parlamento de Hamburgo, aunque no tenía la mayoría absoluta. El SPD formó una coalición con el STATT Partei. Erhard Rittershaus, sin ser miembro del partido, se convirtió en el segundo alcalde en representación del Statt Partei.